# Liste du meilleur pourcentage au tir en NBA par saison
Cette lise présente les marqueurs les plus adroits en NBA par saison.
En basket-ball, un panier réussi (field goal) est un panier marqué lors d'une action sur le terrain de jeu à l'exception des lancers francs. Pour la National Basketball Association (NBA) le meilleur dans cette statistique est le joueur avec le plus haut pourcentage de réussite pour une saison donnée. Pour faire partie du classement le joueur doit avoir au moins 300 paniers réussis. Mis à part les grèves des saisons 1998-99 et 2011-12 qui ont raccourci celles-ci, cela a été le critère exigé depuis la saison 1974-75.

## Classement
|            |            | Joueur encore en activité en NBA                      |                                                       |                                                       |                                                       |                                                       |
|            |            | Joueur intronisé au Basketball Hall of Fame           |                                                       |                                                       |                                                       |                                                       |
| Joueur (X) | Joueur (X) | Le nombre entre parenthèses indique le total de titre | Le nombre entre parenthèses indique le total de titre | Le nombre entre parenthèses indique le total de titre | Le nombre entre parenthèses indique le total de titre | Le nombre entre parenthèses indique le total de titre |

| Saison    | Joueur                | Équipe                                            | Réussis | Tentés | Taux de réussite |
| --------- | --------------------- | ------------------------------------------------- | ------- | ------ | ---------------- |
| 1946-1947 | Bob Feerick           | Capitols de Washington                            | 364     | 908    | 40,09 %          |
| 1947-1948 | Buddy Jeannette       | Bullets de Baltimore                              | 150     | 430    | 34,88 %          |
| 1948-1949 | Arnie Risen           | Royals de Rochester                               | 345     | 816    | 42,28 %          |
| 1949-1950 | Alex Groza            | Olympians d'Indianapolis                          | 521     | 1090   | 47,80 %          |
| 1950-1951 | Alex Groza (2)        | Olympians d'Indianapolis                          | 492     | 1046   | 47,04 %          |
| 1951-1952 | Paul Arizin           | Warriors de Philadelphie                          | 548     | 1222   | 44,84 %          |
| 1952-1953 | Neil Johnston         | Warriors de Philadelphie                          | 504     | 1114   | 45,24 %          |
|           | Ed Macauley           | Celtics de Boston                                 | 451     | 997    | 45,24 %          |
| 1953-1954 | Ed Macauley (2)       | Celtics de Boston                                 | 462     | 950    | 48,63 %          |
| 1954-1955 | Larry Foust           | Celtics de Boston                                 | 398     | 818    | 48,66 %          |
| 1955-1956 | Neil Johnston (2)     | Warriors de Philadelphie                          | 499     | 1092   | 45,70 %          |
| 1956-1957 | Neil Johnston (3)     | Warriors de Philadelphie                          | 520     | 1163   | 44,71 %          |
| 1957-1958 | Jack Twyman           | Royals de Cincinnati                              | 465     | 1028   | 45,23 %          |
| 1958-1959 | Kenny Sears           | Knicks de New York                                | 491     | 1002   | 49,00 %          |
| 1959-1960 | Kenny Sears (2)       | Knicks de New York                                | 412     | 863    | 47,74 %          |
| 1960-1961 | Wilt Chamberlain      | Warriors de Philadelphie                          | 1251    | 2457   | 50,92 %          |
| 1961-1962 | Walt Bellamy          | Packers de Chicago                                | 973     | 1875   | 51,89 %          |
| 1962-1963 | Wilt Chamberlain (2)  | Warriors de San Francisco                         | 1463    | 2770   | 52,82 %          |
| 1963-1964 | Jerry Lucas           | Royals de Cincinnati                              | 545     | 1035   | 52,66 %          |
| 1964-1965 | Wilt Chamberlain (3)  | Warriors de San Francisco, Sixers de Philadelphie | 1063    | 2083   | 51,03 %          |
| 1965-1966 | Wilt Chamberlain (4)  | Sixers de Philadelphie                            | 1074    | 1990   | 53,97 %          |
| 1966-1967 | Wilt Chamberlain (5)  | Sixers de Philadelphie                            | 785     | 1150   | 68,26 %          |
| 1967-1968 | Wilt Chamberlain (6)  | Sixers de Philadelphie                            | 819     | 1377   | 59,48 %          |
| 1968-1969 | Wilt Chamberlain (7)  | Lakers de Los Angeles                             | 641     | 1099   | 58,33 %          |
| 1969-1970 | Johnny Green          | Royals de Cincinnati                              | 481     | 860    | 55,93 %          |
| 1970-1971 | Johnny Green (2)      | Royals de Cincinnati                              | 502     | 855    | 58,71 %          |
| 1971-1972 | Wilt Chamberlain (8)  | Lakers de Los Angeles                             | 496     | 764    | 64,92 %          |
| 1972-1973 | Wilt Chamberlain (9)  | Lakers de Los Angeles                             | 426     | 586    | 72,70 %          |
| 1973-1974 | Bob McAdoo            | Braves de Buffalo                                 | 901     | 1647   | 54,71 %          |
| 1974-1975 | Don Nelson            | Celtics de Boston                                 | 423     | 785    | 53,89 %          |
| 1975-1976 | John Shumate          | Suns de Phoenix, Braves de Buffalo                | 332     | 592    | 56,08 %          |
|           | Wes Unseld            | Bullets de Washington                             | 318     | 567    | 56,08 %          |
| 1976-1977 | Kareem Abdul-Jabbar   | Lakers de Los Angeles                             | 888     | 1533   | 57,93 %          |
| 1977-1978 | Bobby Jones           | Nuggets de Denver                                 | 440     | 761    | 57,82 %          |
| 1978-1979 | Cedric Maxwell        | Celtics de Boston                                 | 472     | 808    | 58,42 %          |
| 1979-1980 | Cedric Maxwell (2)    | Celtics de Boston                                 | 457     | 750    | 60,93 %          |
| 1980-1981 | Artis Gilmore         | Bulls de Chicago                                  | 547     | 816    | 67,03 %          |
| 1981-1982 | Artis Gilmore (2)     | Bulls de Chicago                                  | 546     | 837    | 65,23 %          |
| 1982-1983 | Artis Gilmore (3)     | Spurs de San Antonio                              | 556     | 888    | 62,61 %          |
| 1983-1984 | Artis Gilmore (4)     | Spurs de San Antonio                              | 351     | 556    | 63,13 %          |
| 1984-1985 | James Donaldson       | Clippers de Los Angeles                           | 351     | 551    | 63,70 %          |
| 1985-1986 | Steve Johnson         | Spurs de San Antonio                              | 362     | 573    | 63,18 %          |
| 1986-1987 | Kevin McHale          | Celtics de Boston                                 | 790     | 1307   | 60,44 %          |
| 1987-1988 | Kevin McHale (2)      | Celtics de Boston                                 | 550     | 911    | 60,37 %          |
| 1988-1989 | Dennis Rodman         | Pistons de Détroit                                | 316     | 531    | 59,51 %          |
| 1989-1990 | Mark West             | Suns de Phoenix                                   | 331     | 530    | 62,45 %          |
| 1990-1991 | Buck Williams         | Trail Blazers de Portland                         | 358     | 595    | 60,17 %          |
| 1991-1992 | Buck Williams (2)     | Trail Blazers de Portland                         | 340     | 563    | 60,39 %          |
| 1992-1993 | Cedric Ceballos       | Suns de Phoenix                                   | 381     | 662    | 57,55 %          |
| 1993-1994 | Shaquille O'Neal      | Magic d'Orlando                                   | 953     | 1591   | 59,90 %          |
| 1994-1995 | Chris Gatling         | Warriors de Golden State                          | 324     | 512    | 63,28 %          |
| 1995-1996 | Gheorghe Muresan      | Bullets de Washington                             | 466     | 798    | 58,40 %          |
| 1996-1997 | Gheorghe Muresan (2)  | Bullets de Washington                             | 327     | 541    | 60,44 %          |
| 1997-1998 | Shaquille O'Neal (2)  | Lakers de Los Angeles                             | 670     | 1147   | 58,41 %          |
| 1998-1999 | Shaquille O'Neal (3)  | Lakers de Los Angeles                             | 510     | 885    | 57,63 %          |
| 1999-2000 | Shaquille O'Neal (4)  | Lakers de Los Angeles                             | 956     | 1665   | 57,42 %          |
| 2000-2001 | Shaquille O'Neal (5)  | Lakers de Los Angeles                             | 813     | 1422   | 57,17 %          |
| 2001-2002 | Shaquille O'Neal (6)  | Lakers de Los Angeles                             | 712     | 1229   | 57,93 %          |
| 2002-2003 | Eddy Curry            | Bulls de Chicago                                  | 335     | 573    | 58,46 %          |
| 2003-2004 | Shaquille O'Neal (7)  | Lakers de Los Angeles                             | 554     | 948    | 58,44 %          |
| 2004-2005 | Shaquille O'Neal (8)  | Heat de Miami                                     | 658     | 1095   | 60,09 %          |
| 2005-2006 | Shaquille O'Neal (9)  | Heat de Miami                                     | 480     | 800    | 60,00 %          |
| 2006-2007 | Mikki Moore           | Nets du New Jersey                                | 308     | 506    | 60,87 %          |
| 2007-2008 | Andris Biedrins       | Warriors de Golden State                          | 340     | 543    | 62,62 %          |
| 2008-2009 | Shaquille O'Neal (10) | Suns de Phoenix                                   | 512     | 841    | 60,88 %          |
| 2009-2010 | Dwight Howard         | Magic d'Orlando                                   | 510     | 834    | 61,15 %          |
| 2010-2011 | Nenê                  | Nuggets de Denver                                 | 402     | 654    | 61,47 %          |
| 2011-2012 | Tyson Chandler        | Knicks de New York                                | 241     | 355    | 67,89 %          |
| 2012-2013 | DeAndre Jordan        | Clippers de Los Angeles                           | 314     | 488    | 64,34 %          |
| 2013-2014 | DeAndre Jordan (2)    | Clippers de Los Angeles                           | 348     | 515    | 67,57 %          |
| 2014-2015 | DeAndre Jordan (3)    | Clippers de Los Angeles                           | 379     | 534    | 70,97 %          |
| 2015-2016 | DeAndre Jordan (4)    | Clippers de Los Angeles                           | 357     | 508    | 70,28 %          |
| 2016-2017 | DeAndre Jordan (5)    | Clippers de Los Angeles                           | 412     | 577    | 71,40 %          |
| 2017-2018 | Clint Capela          | Rockets de Houston                                | 441     | 676    | 65,24 %          |
| 2018-2019 | Rudy Gobert           | Jazz de l'Utah                                    | 476     | 712    | 66,85 %          |
| 2019-2020 | Mitchell Robinson     | Knicks de New York                                | 253     | 341    | 74,19 %          |
| 2020-2021 | Rudy Gobert (2)       | Jazz de l'Utah                                    | 391     | 579    | 67,53 %          |
| 2021-2022 | Rudy Gobert (3)       | Jazz de l'Utah                                    | 358     | 502    | 71,31 %          |
| 2022-2023 | Nicolas Claxton       | Nets de Brooklyn                                  | 414     | 587    | 70,53 %          |
| 2023-2024 | Daniel Gafford        | Mavericks de Dallas                               | 348     | 480    | 72,50 %          |
| 2024-2025 | Jarrett Allen         | Cavaliers de Cleveland                            | 452     | 640    | 70,63 %          |